# FADO
Documentos Falsos e Autênticos em Linha, conhecido como FADO (do inglês: "False and Authentic Documents Online"), é um sistema europeu de arquivo de imagens que foi criado para ajudar a combater a imigração irregular e ilegal e o crime organizado. Foi instituído por uma Ação Comum do Conselho da União Europeia promulgada em 1998.

## Contexto
A proliferação de documentos genuínos e falsos significa que a atualização frequente é essencial. Técnicas cada vez mais sofisticadas estão a ser usadas para produzir documentos genuínos e falsificações. Assim, foi construído um sistema informatizado com acesso restrito que permite a troca de informações rápida e segura entre o Secretariado-Geral do Conselho da União Europeia e entre especialistas em documentos dos estados-membros da União Europeia, Islândia, Noruega e Suíça.

## Conteúdos da base de dados
A base de dados estabelecida pelos Atos Conjuntos do FADO inclui os seguintes dados:
- imagens de documentos genuínos,
- informações sobre técnicas de segurança (recursos de segurança),
- imagens de documentos típicos falsos e falsificados,
- informações sobre técnicas de falsificação e
- estatísticas sobre documentos falsos e falsificados detetados e fraudes de identidade.

O FADO está atualmente disponível para ser documentado por especialistas em 31 estados parceiros do FADO: em todos os estados-membros da União Europeia (UE) e da Islândia, da Noruega e da Suíça.
Parte da informação partilhada pelos peritos documentais no sistema classificado e restrito, FADO, é disponibilizada publicamente através do sítio web do Registo Público em Linha de Documentos Autênticos de Identidade e de Viagem (PRADO), gerido pelo Conselho da União Europeia.
As descrições dos documentos no FADO estão disponíveis nas línguas oficiais da União Europeia. Os documentos são apresentados por especialistas em documentos em qualquer um dos idiomas e as descrições padronizadas são traduzidas automaticamente; assim, os documentos ficam imediatamente disponíveis em todos os idiomas suportados. As informações adicionais em texto livre contidas são traduzidas posteriormente por linguistas especializados do Secretariado-Geral do Conselho.